# Kalyke (måne)
Kalyke er en af planeten Jupiters måner: Den blev opdaget 23. november 2000 af et hold astronomer fra Hawaiis Universitet. Lige efter opdagelsen fik den den midlertidige betegnelse S/2000 J 2, og efter det nummereringssystem som blev indført med opdagelsen af de galileiske måner hedder den. Jupiter XXIII. Sidenhen har den Internationale Astronomiske Union formelt opkaldt den efter Kalyke, som i den græske mytologi var en af Zeus' elskerinder.
Kalyke hører til Carme-gruppen; en gruppe af i alt 17 Jupiter-måner med omtrent samme omløbsbane som Carme. Harpalyke er ca. 5,2 kilometer i diameter, og ud fra skøn over dens masse anslås dens massefylde til ca. 2600 kilogram pr. kubikmeter: Det tyder på at den hovedsageligt består af klippemateriale, og i mindre omfang af is. Den har en mørk overflade med en albedo på blot 4%.